# Хаммельбург
Хаммельбург (нем. Hammelburg) — город и городская община в Германии, в земле Бавария.
Подчинён административному округу Нижняя Франкония. Входит в состав района Бад-Киссинген. Население составляет 11 521 человек (на 31 декабря 2010 года). Занимает площадь 128,89 км². Официальный код — 09 6 72 127.
Городская община подразделяется на 10 городских районов.

## Население
По оценке на 31 декабря 2015 года население общины Хаммельбург составляет 11 135 чел. 

| Дата      | 1840 | 1871 | 1900 | 1925 | 1939 | 1950  | 1961  | 1970  | 1987  | 2011  |
| --------- | ---- | ---- | ---- | ---- | ---- | ----- | ----- | ----- | ----- | ----- |
| Население | 8360 | 8587 | 8322 | 9133 | 7825 | 13554 | 11870 | 13071 | 11488 | 11258 |

| Год       | 1960  | 1970  | 1980  | 1990  | 2000  | 2009  | 2010  | 2011  | 2012  | 2013  | 2014  | 2015  |
| --------- | ----- | ----- | ----- | ----- | ----- | ----- | ----- | ----- | ----- | ----- | ----- | ----- |
| Население | 11696 | 13080 | 12503 | 12489 | 12120 | 11592 | 11521 | 11212 | 11151 | 11177 | 11142 | 11135 |

## Города-побратимы
- Тюрнхаут, Бельгия (с 1974)

## Фотогалерея

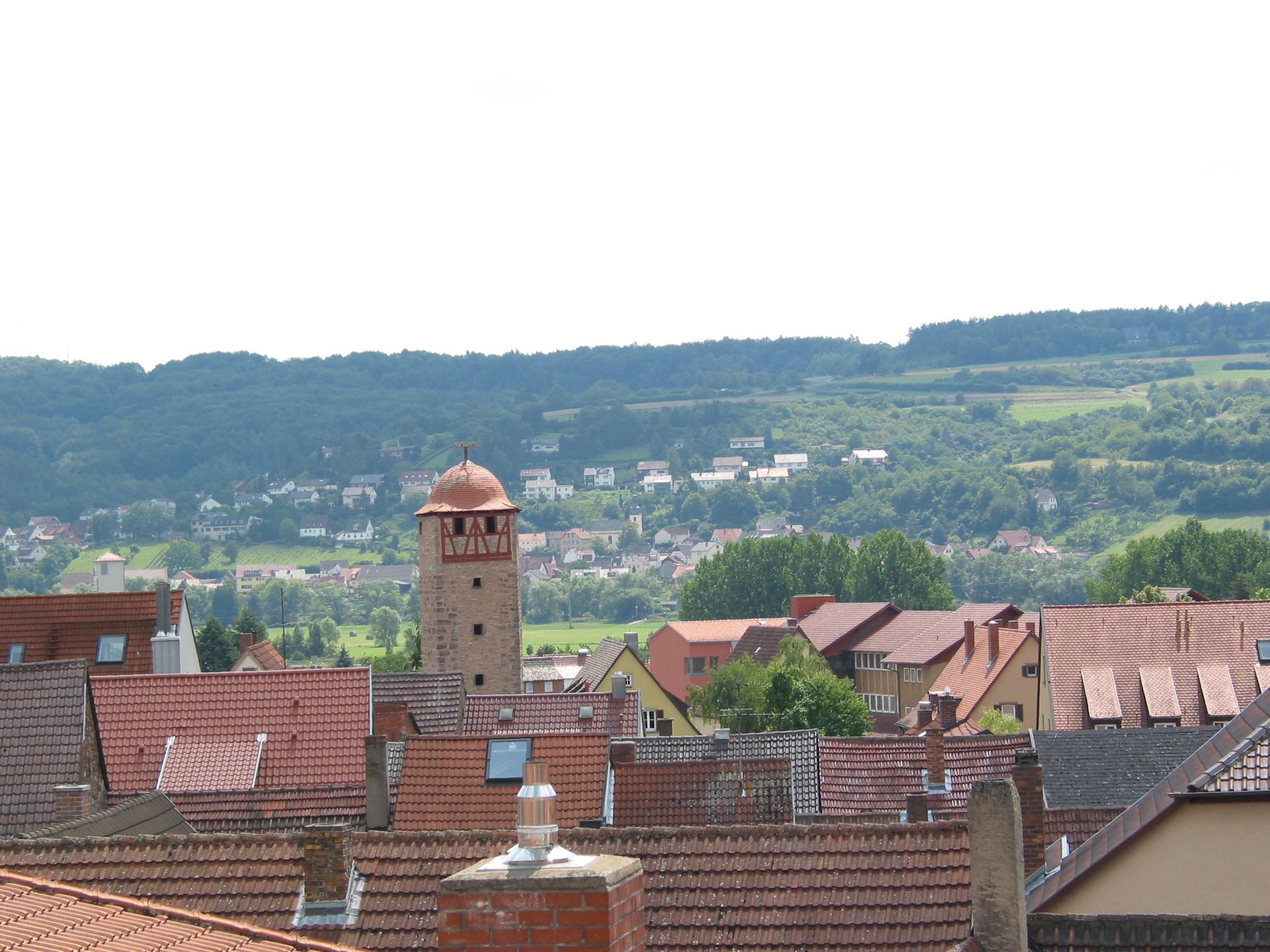
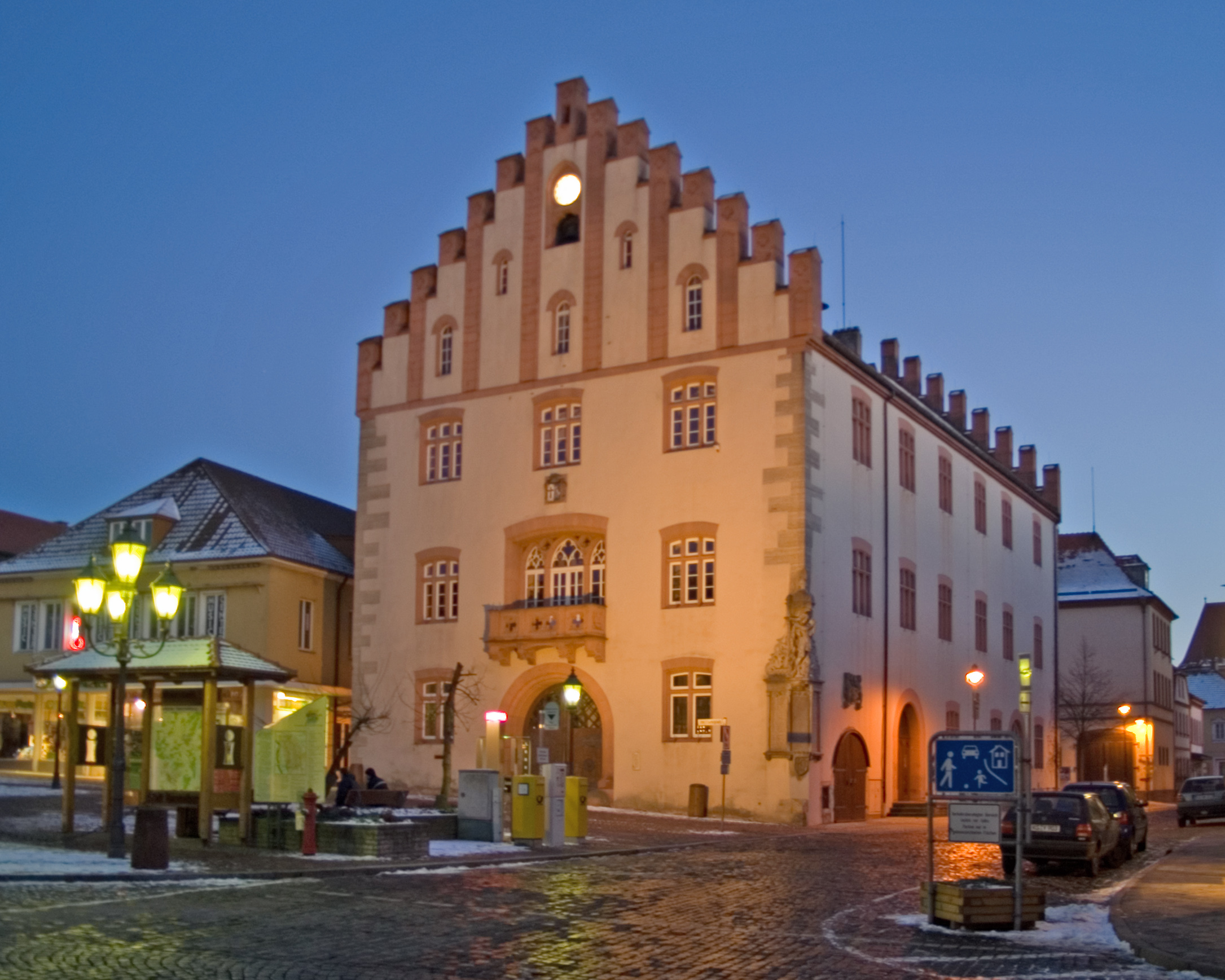
Ратуша
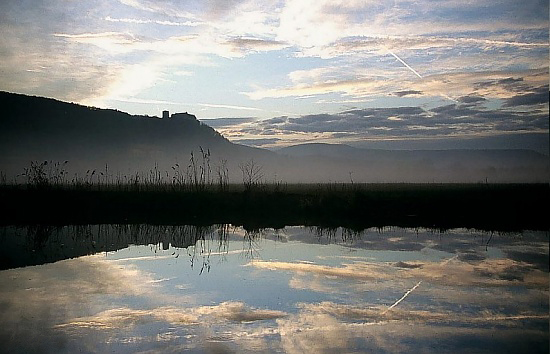
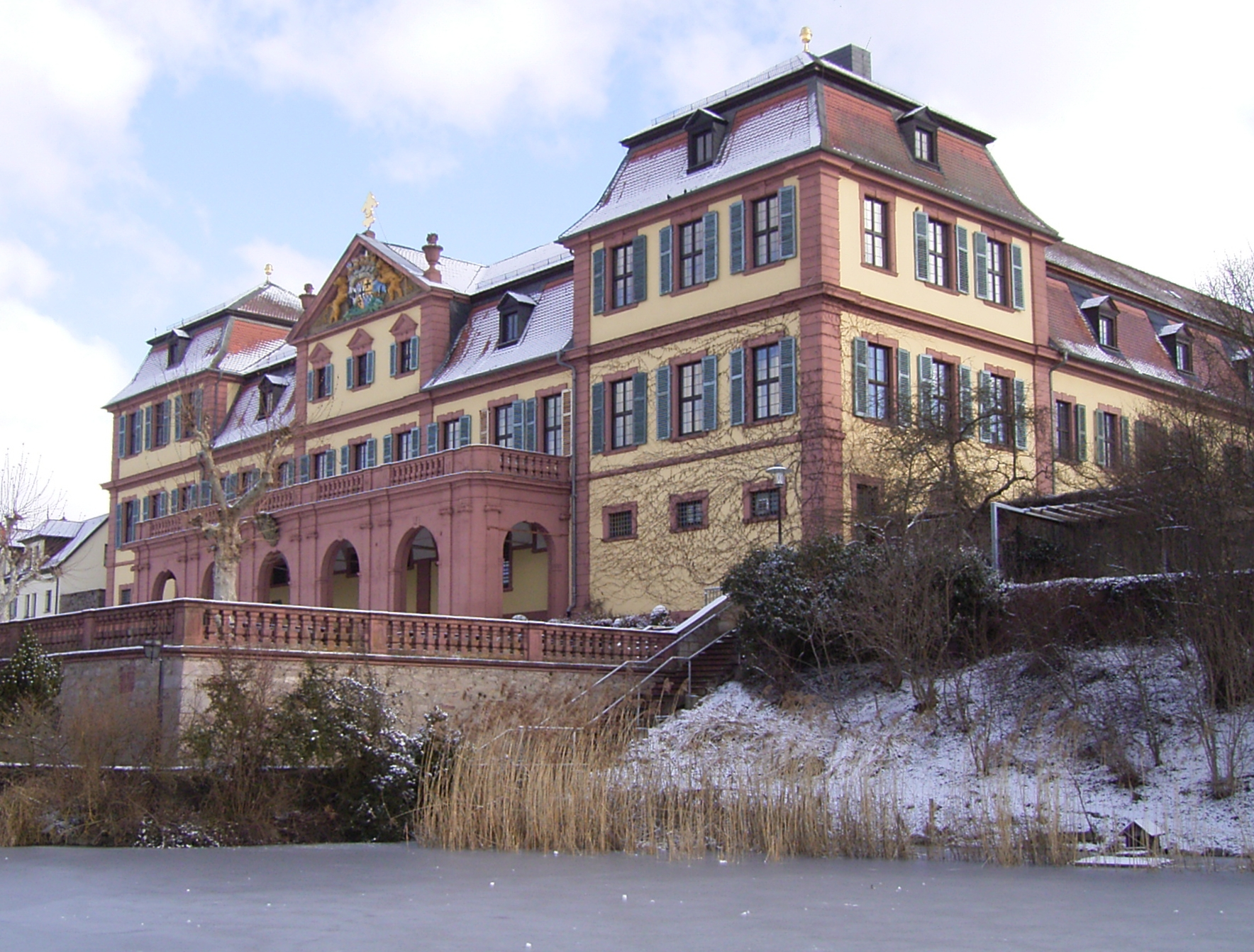
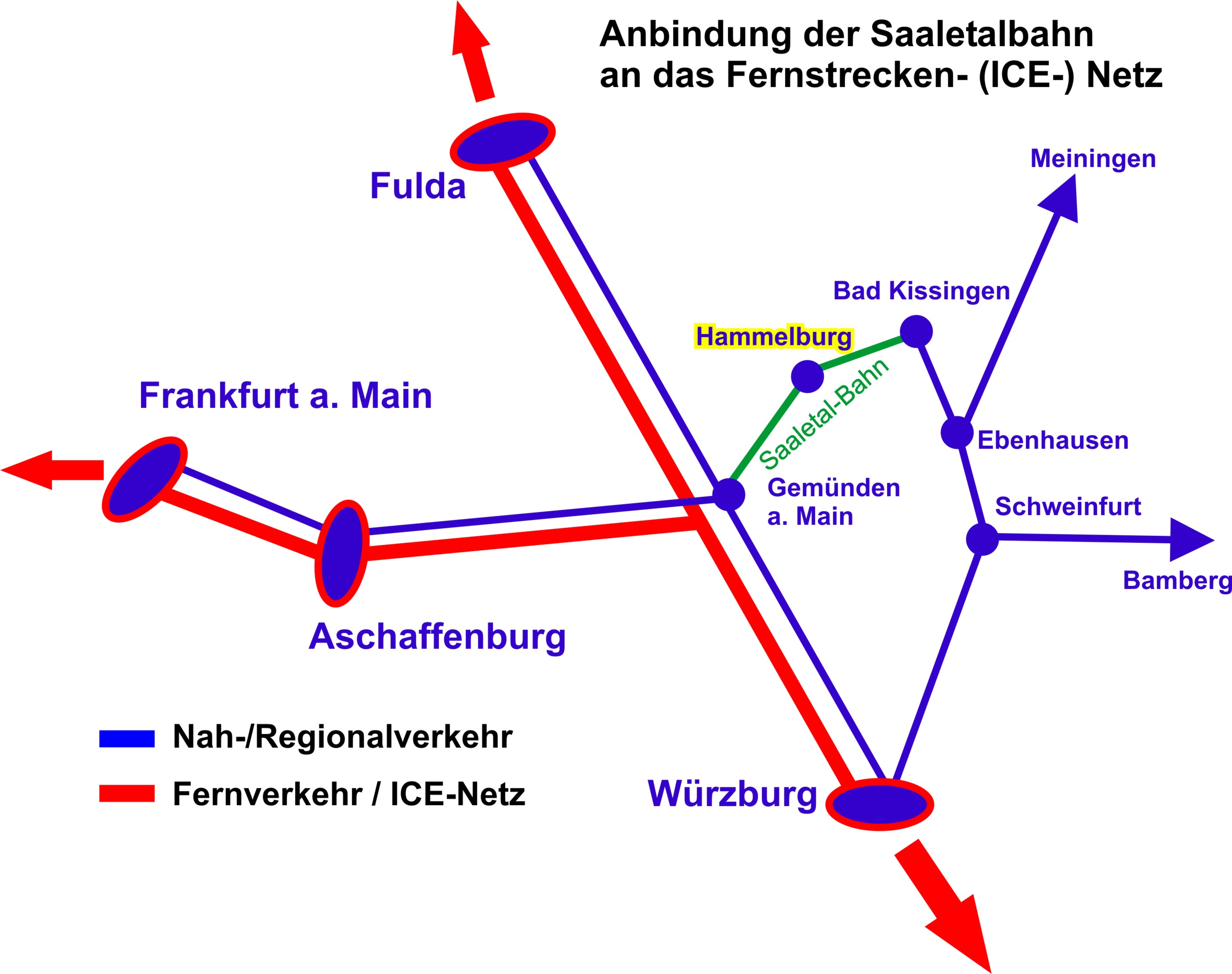